# Kaźmierzewo (województwo zachodniopomorskie)
Kaźmierzewo (niem. Kasimirshof) – osada w Polsce położona w województwie zachodniopomorskim, w powiecie szczecineckim, w gminie Barwice.
W latach 1975–1998 miejscowość położona była w województwie koszalińskim.

## Zabytki
- park dworski, pozostałość po dworze[3].